# Dubów (gromada)
Dubów – dawna gromada, czyli najmniejsza jednostka podziału terytorialnego Polskiej Rzeczypospolitej Ludowej w latach 1954–1972.
Gromady, z gromadzkimi radami narodowymi (GRN) jako organami władzy najniższego stopnia na wsi, funkcjonowały od reformy reorganizującej administrację wiejską przeprowadzonej jesienią 1954 do momentu ich zniesienia z dniem 1 stycznia 1973, tym samym wypierając organizację gminną w latach 1954–1972.
Gromadę Dubów z siedzibą GRN w Dubowie utworzono – jako jedną z 8759 gromad na obszarze Polski – w powiecie bialskim w woj. lubelskim na mocy uchwały nr 5 WRN w Lublinie z dnia 5 października 1954. W skład jednostki weszły obszary dotychczasowych gromad Dubów, Bielany, Wola Dubowska i Michałówka ze zniesionej gminy Dubów oraz obszar dotychczasowej gromady Lisy ze zniesionej gminy Sidorki w tymże powiecie. Dla gromady ustalono 13 członków gromadzkiej rady narodowej.
1 stycznia 1960 z gromady Dubów wyłączono kolonię Lisy, włączając ją do nowo utworzonej gromady Biała Podlaska w tymże powiecie.
1 stycznia 1962 do gromady Dubów włączono wsie Dokudów I i Dokudów II oraz kolonię Dębiny ze zniesionej gromady Ortel Książęcy w tymże powiecie.
1 stycznia 1969 do gromady Dubów włączono wsie Burwin, Janówka, Krasówka i Młyniec ze zniesionej gromady Burwin w tymże powiecie.
Gromada przetrwała do końca 1972 roku, czyli do kolejnej reformy gminnej.